# Jansberg, Østfold
Jansberg är en tätort i Indre Østfolds kommun i Østfold fylke i sydöstra Norge. Orten ligger vid riksväg 22, söder om staden Mysen.
Tidigare har orten tillhört dåvarande Eidsbergs kommun.